# Ennio Carando
Ennio Carando (Pettinengo, 9 ottobre 1904 – Villafranca Piemonte, 5 febbraio 1945) è stato un partigiano e filosofo italiano.
Medaglia d'Oro al Valor Militare alla memoria.

## Biografia
Laureatosi in Filosofia nel 1930 all'Università di Torino, si avvicinò all'antifascismo attraverso l'influenza di Erminio Juvalta (con cui discusse la tesi di laurea) e di Piero Martinetti. Collaborò alla Rivista di filosofia di Martinetti, dove pubblicò un saggio su Africano Spir e insegnò nei licei ed istituti superiori di Cuneo, Modena e Savona. Divenuto militante comunista, al momento dell'armistizio insegnava a La Spezia, nel Liceo classico "Costa". Sebbene fosse quasi completamente cieco dopo l'armistizio si diede ad organizzare formazioni partigiane in Liguria e in Piemonte (fu anche presidente del secondo CLN spezzino). Era ispettore del Raggruppamento Divisioni Garibaldi nel Cuneese, quando fu catturato in seguito ad una delazione.
Sottoposto a torture atroci, non tradì i compagni di lotta e fu trucidato con il fratello Ettore, capitano di artiglieria a cavallo in spe e capo di stato maggiore della I Divisione Garibaldi. Dopo la Liberazione, alla memoria di Ennio Carando fu concessa la Medaglia d'oro al valor militare alla memoria.
Ludovico Geymonat, che gli fu amico, lo ricorda come "un filosofo in senso socratico", cioè essenzialmente un educatore.